# Лайхо, Олли
Олли Эйно Лайхо (фин. Olli Eino Laiho; 18 февраля 1943 — 31 мая 2010) — финский гимнаст, призёр Олимпийских игр.
Олли Лайхо родился в 1943 году в Савонлинна. В 1964 году принял участие в Олимпийских играх в Токио, но не завоевал медалей. В 1965 году стал обладателем бронзовой медали чемпионата Европы. В 1968 году на Олимпийских играх в Мехико завоевал серебряную медаль в упражнениях на коне.